# Tipaza
Tipaza (tên gọi cũ Tefessedt, Chenoua-Berber: Bazar, ⴱⴰⵣⴰⵔ, tiếng Ả Rập:تيپازة) là một đô thị, thủ phủ của tỉnh Tipaza, Algérie. Dưới thời Đế quốc La Mã, nó được gọi là Tipasa. Thành phố hiện tại được thành lập vào năm 1857, và trở thành một địa điểm đáng chú ý nhờ vào các di tích cổ và những bãi cát bên bờ biển. Dân số thời điểm năm 2002 là 21.915 người.

## Lịch sử
Tipasa trước thời Đế quốc La Mã là một thành phố giao thương của người Carthage cổ, sau đó được chinh phục bởi La Mã cổ đại. Sau đó nó biến thành một thuộc địa quân sự dưới thời hoàng đế Claudius trong quá trình chinh phục vương quốc Mauretania. Sau đó nó trở thành một đô thị thuộc địa được gọi là Aelia Tipasensis có dân số khoảng 20.000 người vào thế kỷ 4 theo mô tả của sử gia Stéphane Gsell. Thành phố từng là một trung tâm Kitô giáo quan trọng trong những thế kỷ cuối của thời kỳ La Mã, với ba nhà thờ. Tipasa sau đó đã bị phá hủy bởi Vandals vào năm 430 TCN (CE), nhưng đã được xây dựng lại bởi đế quốc Đông La Mã một thế kỷ sau đó. Vào cuối thế kỷ thứ 7, thành phố đã bị phá hủy bởi Nhà Omeyyad và chỉ còn là những tàn tích.
Vào thế kỷ 19, nơi này đã một lần nữa được xây dựng để trở thành một khu định cư. Bây giờ nó là một đô thị của gần 30.000 cư dân. Thành phố này là một địa điểm du lịch quan trọng ở Algérie ngày nay, chủ yếu là nhờ các di tích thời La Mã Tipasa.

## Hình ảnh

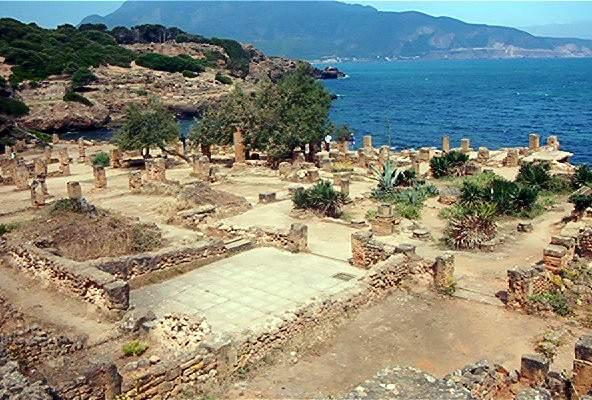
Phế tích La Mã Tipasa
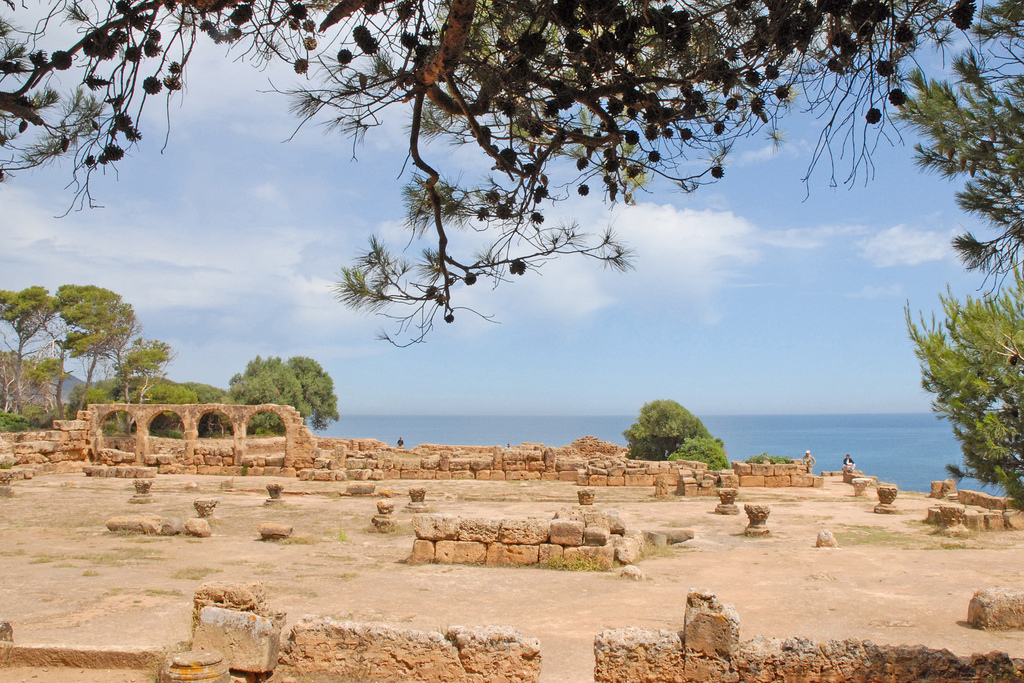
Vương cung thánh đường Thánh Crispinus
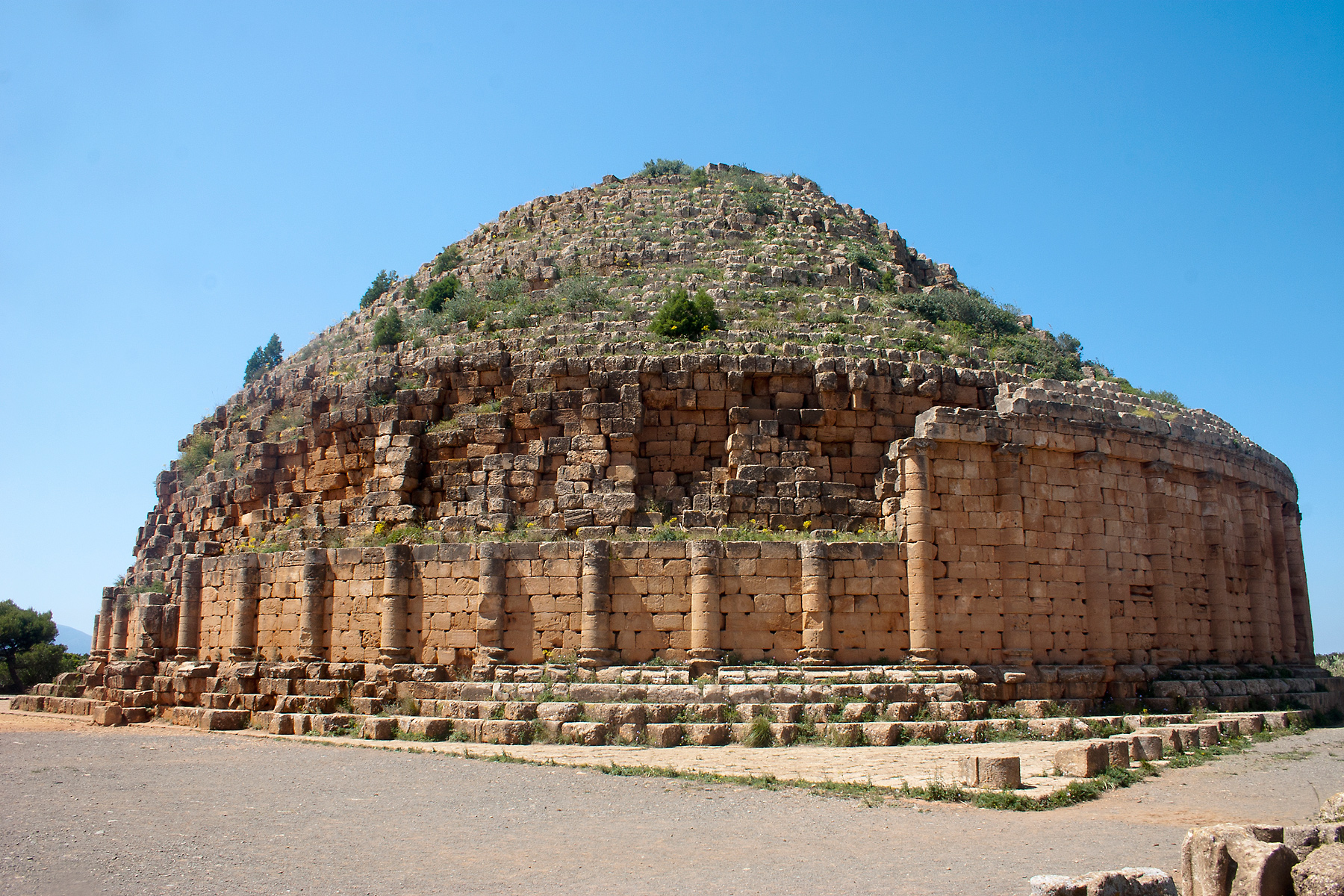
Lăng mộ hoàng gia của Maurétanie